# Crisi del XVII secolo
Stretto tra il secolo del Rinascimento e dell'avvio della unificazione del globo ed il secolo dell'Illuminismo e della nascente Rivoluzione industriale, il XVII secolo non ha mai goduto di una buona stampa: già agli osservatori immediatamente successivi, esso apparve come un'epoca segnata dalla violenza e dal declino - una sorta di parentesi difficilmente spiegabile nel cammino verso il progresso.
Questa valutazione venne poi proposta soprattutto dagli storici della Germania, della Spagna e dell'Italia che risentirono maggiormente degli indubbi aspetti negativi del XVII secolo.

## La ricerca delle cause
Verso la metà del XX secolo, tuttavia, si cercò per la prima volta di offrire una spiegazione complessiva che rendesse ragione dei fenomeni osservati da chi studiava quel periodo storico, senza limitarsi ad argomentazioni contingenti: la Guerra dei trent'anni, la Fronda, le rivoluzioni inglesi, le epidemie, le crisi agrarie e le difficoltà che colpirono le manifatture di buona parte dell'Europa vennero considerati alcuni aspetti di un più generale malessere della società europea e furono viste come sintomi, anziché come cause.

## Il dibattito storiografico sulla crisi del Seicento
Prese così forma un vero e proprio dibattito storiografico su quella che si cominciò a definire "la crisi del Seicento". Naturalmente, il tentativo di trovare una spiegazione generale produsse interpretazioni diverse e spesso contrastanti.

### L'interpretazione degli storici italiani
Riguardo alla crisi del Seicento che colpì particolarmente l'Italia non solo nel campo economico ma anche in quello culturale si sono avvicendate diverse interpretazioni degli storici italiani.

#### Amintore Fanfani
Secondo Fanfani il problema della nostra decadenza economica e culturale risale al secolo XVI quando l'Italia cominciò a risentire della Rivoluzione dei prezzi.
«È abbastanza noto che le classi dirigenti dell'economia italiana nel corso del Cinquecento passano dall'industria e dal commercio ai prestiti mobiliari e agli investimenti fondiari; in altre parole si trasformano da categorie a reddito mobile a categorie a reddito fisso; da proprietari di merce la cui stima cresce continuamente per effetto del generale aumento dei prezzi a proprietari di capitali mobiliari ed immobiliari (se affittati) che a scadenza fissa daranno un reddito predeterminato, il cui potere d'acquisto nel frattempo si riduce» 

#### Gino Luzzatto
Secondo Luzzatto non si può far risalire la crisi del Seicento in Italia a una precedente crisi economica già presente nel Cinquecento:
«Se noi confrontiamo la situazione economica delle principali regioni d'Italia nel periodo che segue immediatamente il trionfo della Spagna con quella dei primi decenni del Cinquecento, non troviamo traccia di quelle rovine o di quella rapida e totale decadenza di cui troppo spesso si parla» 
Coloro che quindi attribuiscono all'infausto dominio spagnolo in Italia la principale causa della sua decadenza, sbagliano poiché non vi fu in Italia un improvviso regredire della sua economia. Invece «la decadenza inevitabile della economia italiana è determinata soprattutto dai progressi continui delle grandi potenze marittime occidentali...»  per cui il regresso italiano è certamente constatabile alla fine del Seicento quando l'economia italiana «avrà quasi completamente perduto ogni forza d'espansione ed ogni confronto con l'estero» 

#### Benedetto Croce
Particolarmente interessato al problema della decadenza italiana nel Seicento fu Benedetto Croce che ne scrisse in due sue opere: La Spagna nella vita italiana durante la Rinascenza (Bari, 1917) e Storia del regno di Napoli (Bari, 1924) nelle quali osservava come il periodo che va dalla pace di Cateau-Cambrésis (1559) alla Guerra di successione spagnola (1701-1714) segnò indubbiamente una profonda decadenza italiana.
Croce si domanda se questo regresso italiano vada attribuito al malgoverno spagnolo in Italia di cui tanti hanno parlato, come quello letterariamente descritto ad esempio da Alessandro Manzoni nei suoi Promessi sposi, oppure se le cause della decadenza non siano da rintracciare nell'Italia stessa.
Conducendo un discorso storico-filosofico Croce rileva come non si possa corrompere nessuno che non sia disposto a farsi corrompere per cui

«La verità [...] è da cercare in altro verso; ossia nel riconoscere che l'Italia e la Spagna erano entrambe, a quel tempo, paesi in decadenza [...] una decadenza che s'abbracciava a una decadenza [...] Se l'Italia fosse stata, come non era più, ricca ed operosa, avrebbe agevolmente scosso il dominio dei cenci spagnoli, come fecero i Paesi Bassi.» 

#### Rosario Villari
Villari ha attenuato questo severo giudizio crociano su una Spagna corruttrice e su un'Italia corrotta evidenziando le responsabilità del malgoverno spagnolo, causa prima della nostra decadenza. La politica spagnola considerava infatti l'Italia terra di rapina fiscale e servitù militare all'unico scopo della lotta dell'occidente cristiano contro i turchi musulmani.

#### Giorgio Candeloro
Candeloro risale alle lontane origini della crisi del Seicento italiano identificandole nell'età comunale e signorile quando la borghesia italiana, come è stato scritto, «tradisce se stessa» non più affrontando i rischi del commercio ma investendo capitali nell'acquisto di terre che garantiscono un reddito modesto ma sicuro. La borghesia abbandona la sua classe, s' "infeuda", acquista terre e titoli nobiliari che gli assicurano anche peso politico.
A questo processo di "rifeudalizzazione" si aggiunsero le conseguenze della scoperta dell'America con lo spostamento dei traffici dal Mediterraneo all'Atlantico e l'invasione di francesi e spagnoli che segnarono la fine della nostra indipendenza politica.

### La storiografia estera
Alcuni storici europei considerarono le difficoltà dell'Europa seicentesca come la conseguenza dell'incapacità dell'agricoltura di fare fronte alla crescita demografica: da qui sarebbero discese le carestie, le tensioni sociali e le guerre.

#### Eric Hobsbawm
Secondo altri studiosi, tra i quali Eric Hobsbawm, «[...] la crisi fu dovuta in primo luogo all'incapacità di eliminare alcuni ostacoli di natura generale che impedivano il passaggio ad un sistema capitalistico pienamente sviluppato» : a loro parere, nonostante lo sviluppo verificatosi nel corso del XVI secolo, la società europea sarebbe rimasta essenzialmente una società feudale e ciò avrebbe ostacolato lo sviluppo del mercato e la trasformazione delle tecniche produttive.

#### Fernand Braudel
Altri storici, come il francese Fernand Braudel, hanno sottolineato come la crisi del Seicento ebbe conseguenze diverse sulle varie regioni europee, favorendo l'insorgere di nuovi rapporti di forza internazionali: in pratica, secondo questa interpretazione, ci sarebbero stati anche dei vincitori, oltre che dei vinti, e dalla crisi sarebbe uscito un sistema economico internazionale più gerarchizzato. 
Braudel in particolare condivide  la tesi del Luzzatto riguardo alla decadenza economica delle grandi città commerciali italiane che risentirono solo relativamente nel secolo XVI dello spostamento dei traffici dal Mediterraneo all'Atlantico.

#### Hugh Trevor-Roper
Vi sono poi studiosi, come l'inglese Hugh Trevor-Roper, i quali hanno prestato attenzione soprattutto alle tante rivolte e rivoluzioni del periodo in questione, individuandone la causa di fondo nella crescita del peso economico e politico delle corti e degli apparati burocratici, espressione e strumento della volontà di centralizzazione del potere dello Stato moderno. 
Tutte queste interpretazioni hanno arricchito il quadro delle nostre conoscenze, senza però che si sia giunti ad un consenso generale.
Come tutti i grandi problemi storiografici, anche quello della crisi del Seicento rimane una questione aperta.